# Ctenogobius boleosoma
Ctenogobius boleosoma é uma espécie de peixe pequeno da família Gobiidae. É uma espécie euryalina, que ocorre em ambientes marinhos, estuarinos e de água doce, distribuída desde a Carolina do Norte, nos Estados Unidos, até o litoral do Brasil, incluindo a primeira ocorrência registrada no estado do Maranhão em 2017.

## Descrição morfológica
Espécie de corpo alongado, alcançando comprimento máximo de até 10,5 centímetros de comprimento total. Apresenta cabeça relativamente pequena, boca terminal e olhos posicionados superiormente no crânio. O corpo é coberto por escamas ctenoides, com padrão de coloração que varia de tons amarronzados a esverdeados no dorso, flancos mais claros e bandas longitudinais discretas, conferindo ótima camuflagem em fundos arenosos e vegetação estuarina. Possui nadadeira dorsal contínua com 6 a 7 raios duros e 10 a 12 raios moles, nadadeira anal com 1 raio duro e 10 a 13 raios moles, nadadeiras peitorais com 16 a 18 raios e nadadeiras pélvicas fundidas formando disco ventral típico de gobiídeos.

## Distribuição e habitat
Espécie estuarino-rio-marinha presente na zona nerítica e estuarinas, em profundidades de 1 a 10 metros, associada a substratos macios, como fundos lodosos e arenosos, além de áreas com vegetação aquática (campos de gramíneas marinhas). É euryalina, ocorrendo em águas marinhas rasas, estuários, lagoas costeiras e cursos superiores de rios de água ligeiramente salobra até doce. No estado do Maranhão, foi registrado principalmente na região estuarina de São Luís, em ambientes de manguezais e canais de maré.
A distribuição geográfica natural abrange a costa oeste do Atlântico Norte (Carolina do Norte, EUA), Bahamas, norte do Golfo do México, Caribe, e estende-se pela costa atlântica do Brasil até o estado do Rio de Janeiro.

## Biologia e ecologia
Alimentação: Predominantemente bentopelágico, alimenta-se de pequenos invertebrados, como crustáceos decápodes juvenis, anfípodes e poliquetas, além de insetos aquáticos e matéria orgânica em suspensão.
Reprodução: É peixe de substrato que deposita ovos sobre o substrato arenoso ou lama, em pequenas cavidades formadas no lodo ou sob detritos. A eclosão ocorre em poucas semanas, liberando larvas pelágicas que migram para regiões costeiras; não há registros detalhados sobre fecundidade, mas indivíduos juvenis são observados em áreas de vegetação estuarina protegida.
Comportamento: Comportamento críptico, muitas vezes passando despercebido em meio à vegetação de manguezais e gramíneas costeiras. Fora da época reprodutiva, forma pequenas agregações em áreas de corrente moderada a calma, próximo a estruturas submersas e raízes de mangue.

## Estado de conservação
Classificada como Least Concern (LC) pela IUCN em 11 de fevereiro de 2019, devido à ampla distribuição e ausência de declínio populacional significativo registrado até o momento. Não é alvo de pesca comercial direcionada, mas pode ser capturada incidentalmente em redes de arrasto de fundo em águas estuarinas profundas. Apesar de sofrer pressões locais, como a degradação de manguezais e poluição estuarina, a espécie não apresenta sinais de vulnerabilidade grave, sendo avaliada periodicamente pela IUCN.

## Taxonomia e etimologia
Espécie descrita originalmente por David Starr Jordan e Charles Henry Gilbert em 1882 como Gobius boleosoma, a partir de exemplares coletados no Golfo do México. Posteriormente, alocada no gênero Ctenogobius Gill, 1858. O gênero deriva do grego cteno (pectinado) e gobius (goby), em referência às escamas ctenoides e à afinidade com gobies. O epíteto específico boleosoma combina o grego boleos (dardo) e soma (corpo), aludindo ao corpo achatado e ágil, semelhante a um “dardo” em água rasa.  